# Tour de France 1995

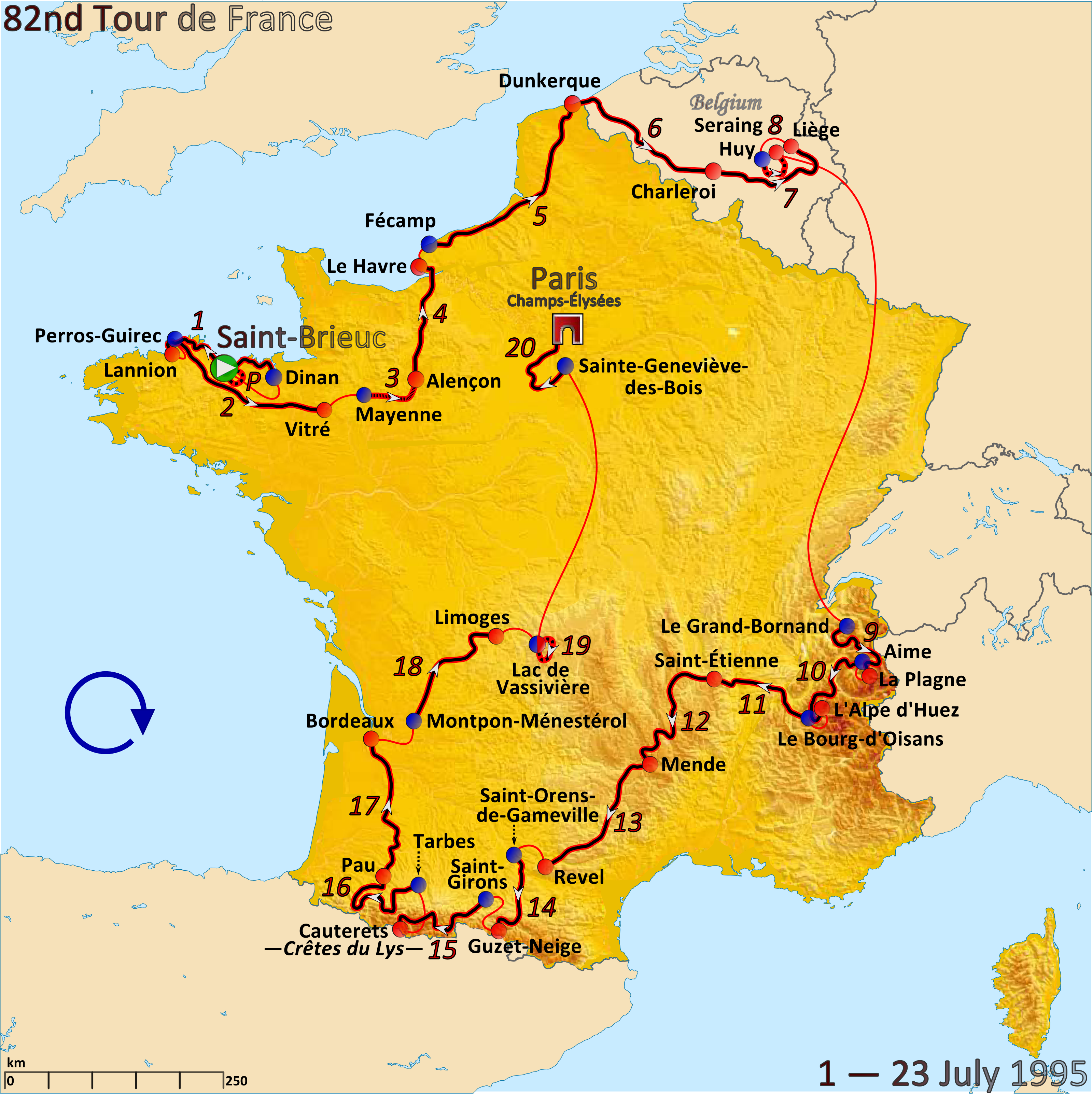
Överblick på etapperna under 1995 års Tour de France.

Tour de France 1995 cyklades 1–23 juli 1995 och vanns av Miguel Indurain, Spanien. Miguel Indurain tog sig in i den lilla skara som har vunnit Tour de France fem gånger. Fabio Casartelli, Italien vurpade olyckligt på den 15:e etappen och avled av skadorna han ådrog sig. Den 16:e etappen annullerades efter italienarens död och alla cyklister körde i klunga till mållinjen där Casartellis stallkamrater fick köra över mållinjen först. Tävlingen återupptogs återigen på etapp 17.

## Etapper
| Etapp    | Datum   | Start - Mål                            | Längd (km) | Etappsegrare             | Sammanlagt       |
| Prolog   | 1 juli  | Saint-Brieuc                           | 7,5 (ITT)  | Jacky Durand             | Jacky Durand     |
| Etapp 1  | 2 juli  | Dinan - Lannion                        | 233,5      | Fabio Baldato            | Jacky Durand     |
| Etapp 2  | 3 juli  | Perros-Guirrec - Vitré                 | 235,5      | Mario Cipollini          | Laurent Jalabert |
| Etapp 3  | 4 juli  | Mayenne - Alençon                      | 67 (TTT)   | Gewiss-Ballan            | Laurent Jalabert |
| Etapp 4  | 5 juli  | Alençon - Le Havre                     | 162        | Mario Cipollini          | Ivan Gotti       |
| Etapp 5  | 6 juli  | Fécamp - Dunkerque                     | 261        | Jeroen Blijlevens        | Ivan Gotti       |
| Etapp 6  | 7 juli  | Dunkerque - Charleroi (BEL)            | 202        | Erik Zabel               | Bjarne Riis      |
| Etapp 7  | 8 juli  | Charleroi - Lüttich (BEL)              | 203        | Johan Bruyneel           | Johan Bruyneel   |
| Etapp 8  | 9 juli  | Huy (BEL) - Seraing (BEL)              | 54 (ITT)   | Miguel Induráin          | Miguel Induráin  |
| Etapp 9  | 11 juli | Le Grand Bornand - La Plagne           | 160        | Alex Zülle               | Miguel Induráin  |
| Etapp 10 | 12 juli | Aime - L'Alpe d'Huez                   | 162,5      | Marco Pantani            | Miguel Induráin  |
| Etapp 11 | 13 juli | Bourg d'Oisans - Saint-Étienne         | 199        | Maximilian Sciandri      | Miguel Induráin  |
| Etapp 12 | 14 juli | Saint-Étienne - Mende                  | 222,5      | Laurent Jalabert         | Miguel Induráin  |
| Etapp 13 | 15 juli | Mende - Revel                          | 245        | Sergej Utchikov          | Miguel Induráin  |
| Etapp 14 | 16 juli | Saint-Orens-de-Gameville - Guzet-Neige | 164        | Marco Pantani            | Miguel Induráin  |
| Etapp 15 | 18 juli | Saint-Girons - Crêtes du Lys           | 206        | Richard Virenque         | Miguel Induráin  |
| Etapp 16 | 19 juli | Tarbes - Pau                           | -          | Etappen neutraliserad    | Miguel Induráin  |
| Etapp 17 | 20 juli | Pau - Bordeaux                         | 246        | Erik Zabel               | Miguel Induráin  |
| Etapp 18 | 21 juli | Montpon-Ménesterol - Limoges           | 166,5      | Lance Armstrong          | Miguel Induráin  |
| Etapp 19 | 22 juli | Lac de Vassivère - Lac de Vassivère    | 46,5 (ITT) | Miguel Induráin          | Miguel Induráin  |
| Etapp 20 | 23 juli | Sainte-Geneviève-des-Bois - Paris      | 155        | Djamolidine Abdoujaparov | Miguel Induráin  |

## Slutställning
| Plats | Person            | Land      | Lag           | Tid      |
| 1     | Miguel Induráin   | Spanien   | Banesto       | 92.44.59 |
| 2     | Alex Zülle        | Schweiz   | ONCE          | 4.35     |
| 3     | Bjarne Riis       | Danmark   | Gewiss-Ballan | 6.47     |
| 4     | Laurent Jalabert  | Frankrike | ONCE          | 8.24     |
| 5     | Ivan Gotti        | Italien   | Gewiss-Ballan | 11.33    |
| 6     | Melchor Mauri     | Spanien   | ONCE          | 15.20    |
| 7     | Fernando Escartín | Spanien   | Mapei-GB      | 15.49    |
| 8     | Tony Rominger     | Schweiz   | Mapei-GB      | 16.46    |
| 9     | Richard Virenque  | Frankrike | Festina       | 17.31    |
| 10    | Hernan Buenahora  | Colombia  | Kelme-Avianca | 18.50    |